# Heteropterus coreana
Heteropterus coreana is een vlinder uit de familie van de dikkopjes (Hesperiidae). De wetenschappelijke naam van de soort is voor het eerst geldig gepubliceerd in 1937 door Shonen Matsumura. Dit taxon wordt wel beschouwd als een ondersoort van Heteropterus morpheus.